# Przyłęk nad Białą Głuchołaską
Przyłęk nad Białą Głuchołaską este o arie protejată (sit de importanță comunitară — SCI) din Polonia întinsă pe o suprafață de 319,33 ha, integral pe uscat.

## Localizare
Centrul sitului Przyłęk nad Białą Głuchołaską este situat la coordonatele 50°24′31″N 17°19′25″E / 50.4085°N 17.3237°E.

## Înființare
Situl Przyłęk nad Białą Głuchołaską a fost declarat sit de importanță comunitară în octombrie 2009 pentru a proteja 1 specie de animale.

## Biodiversitate
Situată în ecoregiunea continentală, aria protejată conține 4 habitate naturale: Cursuri de apă de la nivel de câmpie la nivel montan, cu vegetație Ranunculion fluitantis și Callitricho-Batrachion, Păduri de stejar și carpen Galio-Carpinetum, Păduri aluvionare cu Alnus glutinosa și Fraxinus excelsior (Alno-Padion, Alnion incanae, Salicion albae), Păduri mixte riverane de Quercus robur, Ulmus laevis și Ulmus minor, Fraxinus excelsior sau Fraxinus angustifolia, de-a lungul marilor râuri (Ulmenion minoris).
La baza desemnării sitului se află o specie protejată de  mamifere: vidră de râu (Lutra lutra).